# Hackelia ursina
Hackelia ursina är en strävbladig växtart som först beskrevs av Edward Lee Greene och Samuel Frederick Gray, och fick sitt nu gällande namn av Ivan Murray Johnston. Hackelia ursina ingår i släktet Hackelia och familjen strävbladiga växter.

## Underarter
Arten delas in i följande underarter:
- H. u. diabolii
- H. u. pustulata